# Pedell

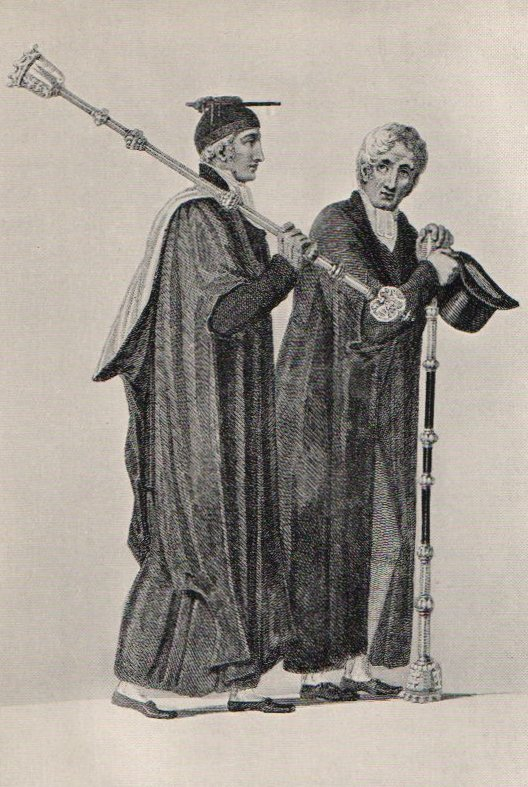
Pedeller vid Universitetet i Cambridge 1815.

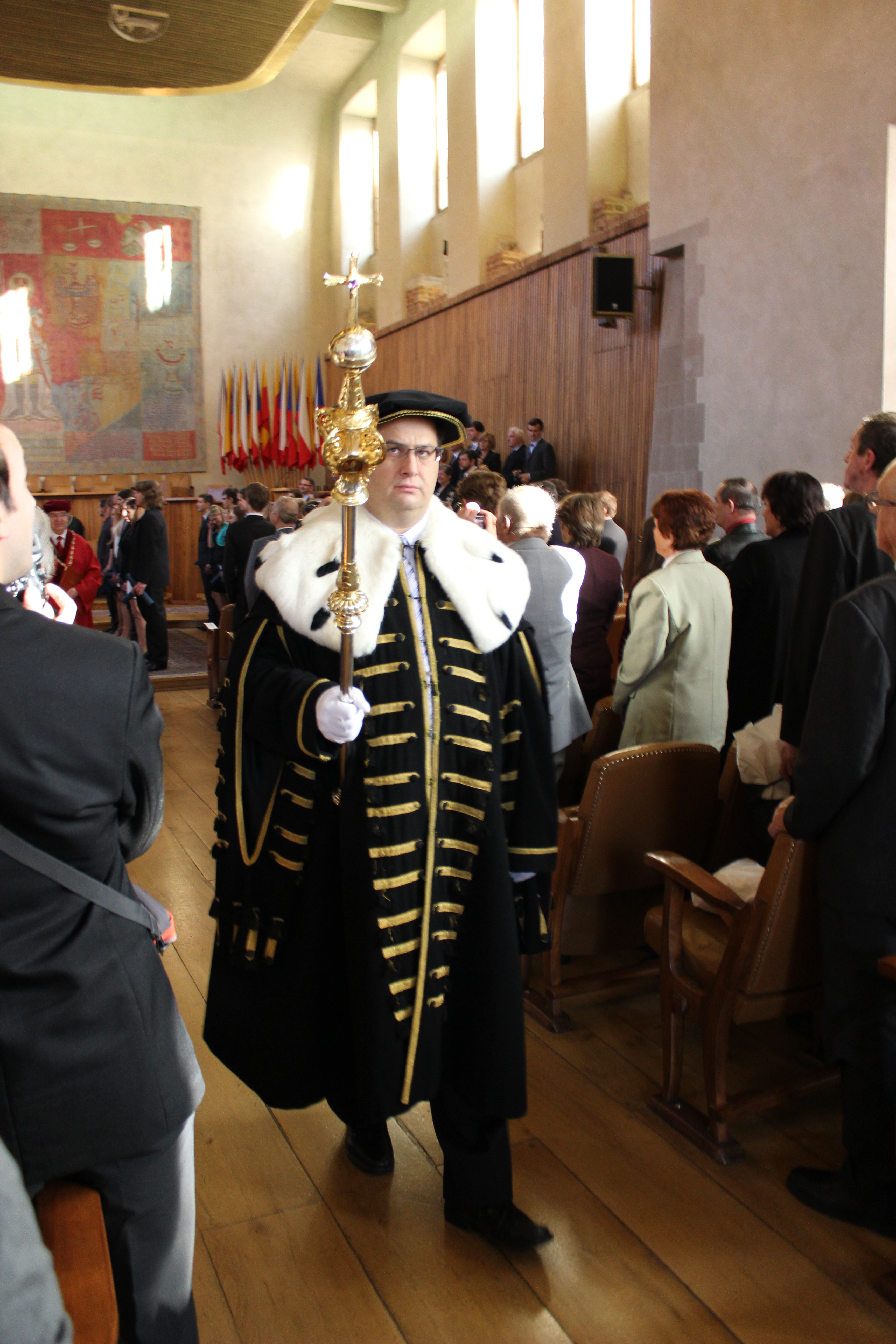
Pedell vid Karlsuniversitetet i Prag 2013.

En pedell ("rättstjänare", av latinets 'pedellus') är en tjänsteman vid ett universitet, som ursprungligen hade hand om polisiär verksamhet. Benämningen har tidigare ibland även använts om kyrkvaktare, vaktmästare vid skolor och liknande.
Pedellen hade sin jurisdiktion över studenterna och delade ut straff när det bröts mot regler. I Nederländerna var pedellen även ansvarig för ceremonier och examenshögtider. År 1626 introducerades pedellen vid Uppsala universitet. Då var det flera stycken pedeller, underställda kursorn, som varje morgon skulle presentera dagens uppgifter för rektorn innan de gick ut och observerade studenterna och deras förehavanden. Vid akademiska ceremonier bär pedellen en stav i processionerna.

## Lunds Tekniska Högskola
På Teknologkåren vid Lunds Tekniska Högskola finns sedan 1994, då ett nytt kårhus byggdes, en heltidstjänst med titeln pedell. Denne ansvarar för Kårhuset och dess lokaler. Varje år väljs en ny pedell som under året tar hand om huset, passerkorten, teknik och uthyrningar av lokaler. Pedellen har även ett husutskott under sig, som hjälper till med diverse sysslor i huset och även hjälper hyresgästerna i byggnaden.